# آلاله ترگوری
آلاله ترگوری (نام علمی: Ranunculus renzii) نام یک گونه از سرده آلاله است. سردهٔ آلاله در ایران ۵۵ گونهٔ علفی یک ساله و چند ساله دارد. آلاله ترگوری یکی از ۵۵ گونهٔ موجود در ایران است.